# Casa di Vibio

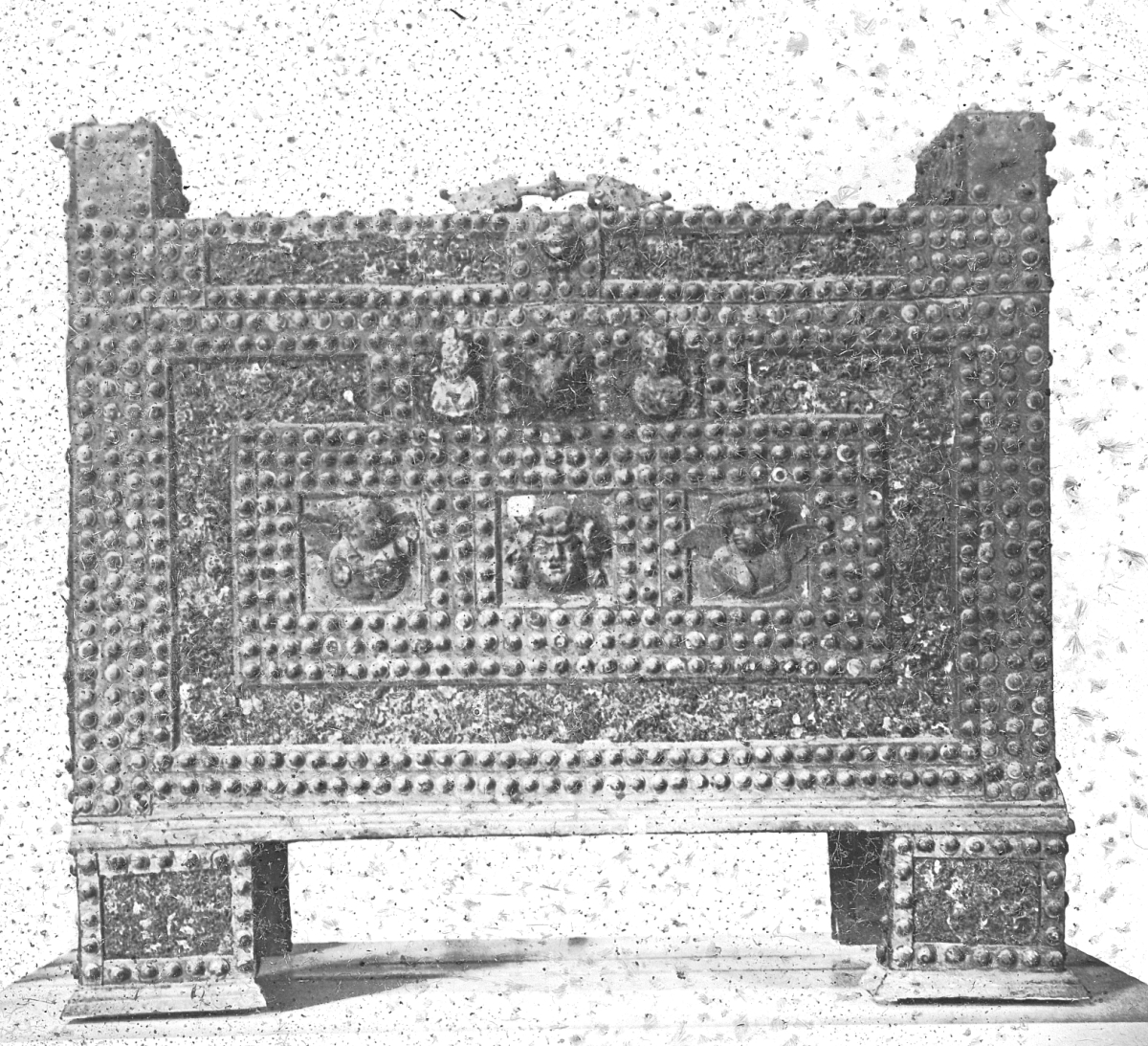
Bronzetruhe aus dem Haus

Die Casa di Vibio (auch Casa di Vibius Italus oder Casa di C. Vibius, Haus des Vibius [Italus]) ist ein Wohnhaus in Pompeji (VII.2.18), das 1844 und 1867 ausgegraben wurde. Es handelt sich um ein großes, reich ausgestattetes Haus, das einst einer wohlhabenden Familie gehört haben muss. Beim Vulkanausbruch des Jahres 79 n. Chr. war das Haus gerade dabei renoviert zu werden. Wenige Wände waren damals dekoriert. Der Name des Hauses bezieht sich auf den möglichen letzten Besitzer. Ein Siegel mit dem Text C. Vibi fand sich im Haus. Auf einem Graffito im Haus wird C. Vivius Italius genannt, vielleicht ein Sklave des Hausbesitzers.
Das einst zweistöckige Haus wird über die Fauces betreten, von dort gelangt man in das Atrium. Es folgen ein Tablinum und dahinter ein großes Peristyl. Diverse Räume sind um das Atrium und das Peristyl angeordnet. Nur zwei Räume neben dem Atrium waren im 3. Stil ausgemalt und zeigten in der typischen Felderdekoration des Stiles diverse Sakrallandschaften. Diese Dekoration ist heute nur noch von alten Zeichnungen her bekannt. Zumindest ein Raum hatte einen Boden mit einfachen, geometrischen Mosaiken. Im Atrium steht ein reich verzierter marmorner Tisch. Es gibt mehrere Wandschränke, die auf gewerbliche Nutzung von Teilen des Hauses deuten.
Aus dem Haus stammen zahlreiche Bronzegegenstände, die vielleicht auf den Beruf des letzten Inhabers hindeuten. Dazu gehören eine Bronzetruhe, ein Sistrum und Bronzebeschläge eines Bettes.